# Take Me to the Beach
«Take Me to the Beach» (en español: «Llévame a la Playa») es una canción de la banda estadounidense de pop rock Imagine Dragons, escrita por la agrupación y el dúo de productores suecos Mattman & Robin para su sexto album de estudio, «LOOM».
La canción comenzó a ser promocionada como el último sencillo del álbum el 11 de octubre de 2024 por KIDinaKORNER e Interscope Records, junto a cuatro remixes que fueron publicadas a finales de ese mismo año y que contaron con la participación de los artistas Baker Boy, Ernia, Jungeli y Ado.

## Antecedentes
Un fragmento de la canción fue mostrado en la cuenta oficial de TikTok de la agrupación el 28 de mayo de 2024, 1 mes antes del estreno oficial del sexto álbum de estudio de la banda, «LOOM».

## Composición
Escrita por la agrupación y los productores suecos Mattman & Robin, «Take Me to the Beach» habla acerca de la libertad personal y la búsqueda de un refugio lejos de la presión social y familiar. El estribillo es un himno que simboliza el deseo de escapar a un lugar dónde se pueda encontrar paz y tranquilidad.
En la entrevista que la banda otorgó a Rolling Stone durante la promoción de «LOOM», el vocalista Dan Reynolds habló más a detalle de la canción, explicando que, pese a tener un sonido bastante positivo, tiene un significado un poco más serio:

«Pero en realidad, el significado de esa canción proviene de un deseo serio de tener opiniones sobre las cosas. Crecí complaciendo a la gente. No sé si es porque fui misionero mormón y uno intenta entrar a las casas y sonreírle a la gente... Creo que algo de eso me ha hecho querer siempre caer bien y que alguien se preocupe por mí. Luego, a medida que he crecido, me he dado cuenta de que esa ha sido la pesadilla de tanta infelicidad para mí. Una vez que pude dejarlo ir, he sido mucho más feliz, sin intentar controlar las cosas que no se pueden cambiar».

## Remixes
Para promocionar la canción, así como su sexto álbum de estudio, «LOOM», Imagine Dragons se reunió con algunos artistas internacionales para crear remezclas de «Take Me to the Beach», cuyos lanzamientos se llevarían a cabo en el resto del año 2024. Los artistas que colaboraron con la agrupación fueron: el artista Yolngu Baker Boy, el rapero italiano Ernia, el cantante congoleño-francés Jungeli y la artista japonesa Ado.

## Presentaciones en vivo
«Take Me to the Beach» fue interpretada por primera vez el 8 de julio de 2024 durante el Festival iHeart Radio 2024, acompañado de «Wake Up» y «Fire in These Hills». Posteriormente fue agregada al repertorio de canciones del «LOOM World Tour» y presentada en concierto por primera vez el 30 de julio de 2024, en Camden, Nueva Jersey, manteniéndose hasta la fecha.
Asimismo, «Take Me to the Beach» formó parte del concierto acústico que la banda llevó a cabo en octubre de 2024 y que fue exclusivo para el Amazon Music Songline, cuyo estreno en diciembre de 2024 estuvo acompañado de «Wake Up», «Don't Forget Me», «Eyes Closed» y «Fire in These Hills», canciones que también formaron parte de «LOOM», así cómo otros sencillos exitosos de Imagine Dragons, incluyendo «Enemy», «Believer», «Whatever It Takes» y «Demons».

## Lista de sencillos
| LOOM |                        |                 |          |  |
| N.º  | Título                 | Artista(s)      | Duración |  |
| 4.   | «Take Me to the Beach» | Imagine Dragons | 2:47     |  |

| Take Me to the Beach (feat. Baker Boy): Descarga digital |                                          |                           |          |  |
| N.º                                                      | Título                                   | Artista(s)                | Duración |  |
| 1.                                                       | «Take Me to the Beach» (feat. Baker Boy) | Imagine Dragons Baker Boy | 3:05     |  |

| Take Me to the Beach (feat. Ernia): Descarga digital |                                      |                       |          |  |
| N.º                                                  | Título                               | Artista(s)            | Duración |  |
| 1.                                                   | «Take Me to the Beach» (feat. Ernia) | Imagine Dragons Ernia | 2:47     |  |

| Take Me to the Beach (feat. Jungeli Boy): Descarga digital |                                        |                             |          |  |
| N.º                                                        | Título                                 | Artista(s)                  | Duración |  |
| 1.                                                         | «Take Me to the Beach» (feat. Jungeli) | Imagine Dragons Jungeli Boy | 2:47     |  |

| Take Me to the Beach (feat. Ado): Descarga digital |                                    |                     |          |  |
| N.º                                                | Título                             | Artista(s)          | Duración |  |
| 1.                                                 | «Take Me to the Beach» (feat. Ado) | Imagine Dragons Ado | 2:47     |  |

## Créditos
Adaptados del del booklet de «LOOM».
Take Me to the Beach
- Interpretada por Imagine Dragons.
- Escrita por: Dan Reynolds, Wayne Sermon, Ben McKee, Robin Fredriksson y Mattias Larsson.
- Publicada por: Imagine Dragons Publishing (BMI) Warner-Tamerlane Publishing Corp, Wolf Cousins / Warner Chappell Music Scand (STIM).
- Producida por: Mattman & Robin para Wolf Cousins Productions.
- Grabada en: “MXM Studios” (Los Ángeles, California), “Conway Studios” (Los Ángeles, California), “Westlake Studios” (West Hollywood, California) y “House Mouse Studios” (Estocolmo, Suecia).
- Ingeniería por: Jeremy Lertola en “MXM Studios”, John Armstrong en “Conway Studios” y Greg Eliason en “Westlake Studios”.
- Mezclada por: Serban Ghenea en “MixStar Studios” (Virginia Beach, VA).
- Asistente de Mezcla: Bryce Bordone.
- Masterizada por Randy Merrill en “Sterling Sound” (Nueva York).

℗ 2024 KIDinaKORNER/Interscope Records
Take Me to the Beach (Remixes)
- Take Me to the Beach (feat. Baker Boy)
  - Escrita por: Dan Ryenolds, Wayne Sermon, Ben McKee, Danzal Baker, Robert Amoruso, Phillip Norman, Robin Fredriksson y Mattias Larsson.

- Take Me to the Beach (feat. Ernia)
  - Escrita por: Dan Reynolds, Wayne Sermon, Ben McKee, Matteo Professione, Robin Fredriksson y Mattias Larrson.

- Take Me to the Beach (feat. Jungeli)
  - Escrita por: Dan Reynolds, Wayne Sermon, Ben McKee, Jungeli, Kidd, Tidiane Diongue, Robin Fredriksson y Mattias Larrson.

Imagine Dragons
- Dan Reynolds: Voz, Batería e instrumentos.
- Wayne Sermon: Guitarra e instrumentos.
- Ben McKee: Bajo e instrumentos.

Músicos Adicionales
- Baker Boy: Voz (en «Take Me to the Beach (feat. Baker Boy)»).
- Ernia: Voz (en «Take Me to the Beach (feat. Ernia)»).
- Jungeli: Voz (en «Take Me to the Beach (feat. Jungeli)»).
- Ado: Voz (en «Take Me to the Beach (feat. Ado)»).

## Listas de Popularidad

### Rendimiento semanal
| Lista (2024)                                   | Máxima Posición |
| ---------------------------------------------- | --------------- |
| Italia (FIMI)                                  | 89              |
| Estados Unidos (Hot Rock & Alternative Songs)  | 27              |
| Nueva Zelanda (New Zealand Hot Singles) (RMNZ) | 17              |